# キャメルトライ
『キャメルトライ』 (Cameltry ) は、1990年4月に日本のタイトーから稼働されたアーケード用アクションパズルゲーム。
制限時間内に迷路の奥にあるゴールまでボールを導く事を目的としたゲーム。キャメルとは英語でラクダの事で、ラクダのコブの上をボールが転がっている様がタイトルロゴにデザインされている。開発はタイトーが行い、プロデュースおよびゲーム・デザインは『ナイトストライカー』（1989年）を手掛けた海道賢仁が担当している。
日本国内ではX68000、スーパーファミコン、FM TOWNSに移植され、スーパーファミコン版は日本国外において『On the Ball』のタイトルで発売された。2005年には携帯電話ゲームとしてEZアプリにて配信され、アーケード版はPlayStation 2用ソフト『タイトーメモリーズ上巻』（2005年）やPlayStation Portable用ソフト『タイトーメモリーズ ポケット』（2006年）、『EGRETⅡ mini専用パドル＆トラックボールゲーム拡張セット』（2022年）に収録された。
アーケード版はゲーム誌『ゲーメスト』の「第4回ゲーメスト大賞」にて大賞7位、ベストアクション賞4位を獲得した。

## 概要
画面中央に表示されるボールを制限時間内にゴールへ誘導することがこのゲームの目的である。このゲームを際立った特徴は、ボール自体を操作するのではなく、背景の迷路部分を回す操作により常に画面中央に位置するボールを移動させるという手段である。迷路には重力が存在し、常に画面の上から下へとボールは移動しようとし、画面はボールを中心に保つようにスクロールする。迷路を回転させると画面の下方向へ常に重力が働くため画面を180度回転させると重力の方向も逆となる。
操作方法やゲームの内容は単純であるが、実際にプレイするとボールではなく背景を操作するという逆転した感覚に慣れるまでに時間がかかるために、のめり込むプレイヤーとそうでないプレイヤーの差がはっきりと出た。

## ゲーム内容

### システム
アルカノイドなどで使われた物と同様のパドルコントローラと1ボタンで操作する。
コントローラで迷路を自由に回転させることが出来、落下方向を制御する。ボタンは迷路のシェイクボタンで、ボールが迷路の壁に接地している場合はボールが壁の反対方向へジャンプするように飛び出す（ピンボールで言うナッジ）。また、押している間はボールの速度が増し、壁にぶつかった時大きく跳ねるようになる。
ボールは何も無い場所では常に画面下方向へと進む性質があり、自然に落下させるよりも外壁等を使用して転がした方がスピードが速い。壁などにぶつかるとボールは弾き飛ばされてしまうが、一部の壁はボールが勢い良くぶつかると壊れる事で道を新たに作ったり、アイテムを取得できたりする。
ボールが転がっている状態の場合にシェイクボタンを押すと進行方向に勢い良くジャンプし、遠くまで勢い良く飛ぶ事ができる。ジャンプを使いこなす事がこのゲームの肝とも言える。
ボールはセンター固定ではなくバウンドで微妙に上下左右に動く。バウンド中に画面を高速回転させることでボールを壁抜けさせることができる。
コンティニュー画面に表示される女性キャラは、スペシャルコースのエンディングで「ボールの還る処の時空の女神　ユリカ・セライ」とされているが、元はデモ画面に女性キャラを表示させることでインカムを上げた別のゲームにあやかって追加したサービスカットだった。稼働当時の雑誌『ゲーメスト』では、彼女が着るドレスの大きく開いた首周りから垣間見える、下着と思しき着衣の肩紐から『ブラチラ姉ちゃん』と称されていた。

### コース
スタート後、トレーニングコース、ビギナーコース、エキスパートコース、スペシャルコースの4種類のコースから1つを選択してゲームを開始する。各コースの全ステージをクリアすることでエンディングとなる。迷路内には色々な仕掛けがあり、それらを乗り越えてゴールへと向かう。
各コースのステージ数
トレーニング、ビギナー…全6ステージ
エキスパート…全8ステージ
スペシャル…全10ステージ
外壁
迷路を構成する外壁。これに沿ってボールが転がり、壊す事は出来ない。
外壁には石の外壁と木の外壁2種類があり、石の壁は転がるスピードが早く止まりにくくぶつかると大きく弾かれる性質があり操作はし難い。木の壁は石の壁よりも転がるスピードは遅いものの止まりやすい等の性質があり、操作はし易い。

### 2人プレイ
2人プレイの時、早くゴールを競うラップマッチとなる。早くゴールすればプレイヤーの勝利となり、TIMEが5秒加算する。ドローだと10秒（スペシャルコースは除く）。

### ボーナス
迷路の仕掛けにはピンボールを模した仕掛けがあるが、ボーナスもピンボールでよく使われているシステムを模している。
ナンバーマッチ
ゲームオーバー時の救済サービス。タイムが0になるとタイムオーバーとなるが、このとき行われるルーレットの数字がスコアの下2桁と一致すれば、30秒（工場出荷時設定）加算され、ゲームが続行可能となる。1クレジットあたり1回のみのサービスである。ナンバーマッチ成功時の加算秒数はディップスイッチ設定によって、20秒、25秒、40秒に変更可能である。
スロット
残りタイムが10以下の時にスロットが出現。スロットを止めればタイムが大幅に回復する。但し、スペシャルコースではスロットは出現しない。
ゾロ目
スコアの、10の位から100000の位までの5桁がゾロ目になると、ボーナスがもらえる。

### 隠しキャラクター
ゲーム開始時にスタートボタンを押しながらステージ選択をすると、プレイヤーキャラクターを選ぶことができる。
通常の玉よりも重く落ちるスピードが速い（実際には重力の法則に反している）ハイスコアを狙える鉄球や、雑君保プの漫画キャラクターなどが選択出来た。

## 移植版
| No. | タイトル                                        | 発売日                                    | 対応機種                   | 開発元     | 発売元         | メディア                                | 型式                           | 備考                                                                                      |
| --- | ----------------------------------------------- | ----------------------------------------- | -------------------------- | ---------- | -------------- | --------------------------------------- | ------------------------------ | ----------------------------------------------------------------------------------------- |
| 1   | キャメルトライ                                  | 1991年9月25日                             | X68000                     | 電波新聞社 | マイコンソフト | 5インチフロッピーディスク               | DP-3205019                     |                                                                                           |
| 2   | キャメルトライ On the Ball                      | 1992年6月26日 1992年11月 1993年           | スーパーファミコン         | タイトー   | タイトー       | 8メガビットロムカセット                 | SHVC-CT SNS-CT-USA SNSP-CT-EUR |                                                                                           |
| 3   | キャメルトライ                                  | 1994年11月                                | FM TOWNS                   | 電波新聞社 | マイコンソフト | フロッピーディスク                      | DP-3301217                     |                                                                                           |
| 4   | キャメルトライ                                  | 2005年5月19日                             | BREW対応端末 （EZアプリ）  | タイトー   | タイトー       | ダウンロード （タイトーゲームエキスポ） | -                              | アーケード版の移植                                                                        |
| 5   | タイトーメモリーズ上巻                          | 2005年7月28日                             | PlayStation 2              | タイトー   | タイトー       | DVD-ROM                                 | SLPM-66057                     | アーケード版の移植                                                                        |
| 6   | タイトーメモリーズ ポケット                     | 2006年1月5日                              | PlayStation Portable       | タイトー   | タイトー       | UMD                                     | ULJM-50706                     | アーケード版の移植                                                                        |
| 7   | Taito Legends 2                                 | 2006年3月30日 2006年3月31日 2007年5月16日 | PlayStation 2 Xbox Windows | タイトー   | タイトー       | DVD-ROM                                 | PS2: SLES-53852 SLUS-21349     | アーケード版の移植                                                                        |
| 8   | Taito Legends Power-Up                          | 2006年10月6日 2006年11月9日 2007年5月17日 | PlayStation Portable       | タイトー   | タイトー       | UMD                                     | ULES-00473 ULUS-10208          | アーケード版の移植                                                                        |
| 9   | キャメルトライ -ザ・ラビリンス・オブ・エニグマ- | 2009年3月9日 2009年6月8日                 | iPhone、iPod touch (iOS)   | タイトー   | タイトー       | ダウンロード                            | 306654093                      | リメイク版                                                                                |
| 10  | キャメルトライ                                  | 2022年3月2日                              | イーグレットツー ミニ      | 瑞起       | タイトー       | プリインストール                        | -                              | アーケード版の移植 別売りのパドル&トラックボールゲーム拡張セット、10作品の1つとして収録。 |

X68000版
1991年9月発売。酒井潔により作成され、電波新聞社へ持ち込まれた後、製品化された。
パドル操作を実現するため、マウスに装着するアタッチメントの「XPDL-1」が付属していた。
ハードウェアとしては回転機能を持っていないが、スプライトダブラによる、スプライトの見た目の増加と、表示パターンの書き換えにより、擬似的に回転表示を実現している。
スーパーファミコン版
スーパーファミコンの回転機能を生かしてアーケード版をほぼ忠実に移植。
逆重力ステージなど、スーパーファミコン版独自のオリジナルステージが大幅に追加された。
FM-TOWNS版
電波新聞社による移植。
X68000版をベースとしており解像度もX68000版と同等。X68000版に付属したパドルは付属せずマウスまたはジョイパッドで操作する。
マップエディタ、ボールエディタは搭載されていないが、DEMPAオリジナルマップはLAP TIME MATCHで遊ぶ事ができる。
PlayStation 2版
過去にタイトーが発売したアーケードゲームを多数収録したオムニバスソフトの中に収録された。
ただ、キャメルトライを含めた一部のゲームが最初から遊べないシークレット仕様になっている為、ロックを解除するには特定の条件を満たすか、隠しコマンドを入力する必要がある。これが不評だったのか、後に発売された廉価版の「TAITO BEST(2006年7月6日)」と、「エターナルヒッツ(2007年6月28日)」ではシークレット仕様が撤廃され、最初から全てのタイトルがプレイ可能な状態に仕様変更された。
PlayStation Portable版
上記のPlayStation 2版と同じく、過去にタイトーがリリースしたアーケードゲームを多数収録したオムニバスソフトの中に収録。現代向けにアレンジしたバージョンも収録されている。
iPhone/iPod touch版
デザインを変更し、タッチパネルや加速度センサーを利用した操作になっている。

## スタッフ
アーケード版
- プロデュース、ゲーム・デザイン：ぱぱら快刀（海道賢仁）
- ソフトウェア・プログラミング：MAGICIAN KAZ、TEDDY KOIKE、TACK KARUBE
- ビット・グラフィック：ZAK MUNN、ZENCY MIYA、ぱぱら快刀（海道賢仁）
- ハードウェア：ふじもとかつじろう、山口正裕
- サウンド：PINCH-PUNCH
- キャビネット・デコレーション：SUPER STAR NAGAI（ながいひろやす）
- スペシャル・サンクス
  - 企画：こうのたかゆき、藤田朗、T.OHNO、T.TOMITA、T.SATOH
  - ビット・グラフィック：菊池正美、仙波隆綱、しのだてつや
  - ソフトウェア：藤末一郎、はしもとひでき、木下昌也、TANY TANIYAMA
  - メカニック：K.NADA
  - PCBチェック：たけだとみお
  - ハードウェア：おはらたかし、中村辰男、真田敏之、久代忠史、かねおかかつみ、Y.YAMANOUCHI、K.KAWAMOTO、さわきじゅん、H.MURASHIMA
  - サウンド：MAR（高木正彦）、海野和子
  - デコレーション：みぞべくみ、H.SATOH、SAYURI CHAN

X68000版
- メイン・プログラム：酒井潔
- サブ・プログラム：GORRY（後藤浩昭）、NASU（磯田重晴）、S.SENOO
- 音楽プログラム：GORRY（後藤浩昭）
- 編曲：磯田健一郎
- ローディング・イラスト：S.SENOO
- プロデュース：NANIWA、HIRAO
- パドル・コンセプト：HIRAO
- サポート：HIRAO、J.UEKI
- マップ・エディット：酒井潔、USSY、ROT-A、YAJAWA、ICHI、K-MURA、YANMA、GESENAIKUN、H.ISHII、HIRAO、J.UEKI
- ボール・エディット：酒井潔、Y.IZUMI、GESENAIKUN
- デバッグ：T.SAEKI、GORRY（後藤浩昭）、YANMA、R.SAKUMA、GESENAIKUN、H.ISHII

スーパーファミコン版
- プロデューサー：高橋章二
- 企画：内村語
- プログラマー：杉山和彦、かわのあきとし、くろだたかし、いけだともひろ
- ビット・グラフィック：宮永佳祐、斎藤慎、三浦明、川石徹、大原和浩、金子陽子
- サウンド：ZUNTATA
- スペシャル・サンクス
  - ビット・グラフィック：MILKY SONODA（園田誠）、明石佳久
  - VGスタッフ：TEDDY KOIKE
  - マップ・エディット：むらかしやすお、みやてるや、かわのあゆみ、S.SAKAKIBARA、KUROHOROSYU

## 評価
アーケード版
- ゲーム誌『ゲーメスト』の企画「第4回ゲーメスト大賞」（1990年度）において、大賞7位、ベストアクション賞4位、年間ヒットゲームで42位を獲得した[13]。

- ゲーメストムック『ザ・ベストゲーム2』（1998年）では「一風かわった濃いゲーム」に選定され、同書では壁の材質によってボールの跳ね方が異なる点などについて「細部にわたってよくできている」と称賛し、隠しコマンドによって使用するボールが選択できた事も人気を高める要因の1つとなった事を指摘した[14]。また、稼働当時にはプレイヤーによってスコアやタイムアタックの競い合いが展開され、壁のすり抜けによるショートカットで驚異的なタイムが算出された事を指摘した[14]。

スーパーファミコン版
ゲーム誌『ファミコン通信』の「クロスレビュー」では、6・4・7・6の合計23点（満40点）、『ファミリーコンピュータMagazine』の読者投票による「ゲーム通信簿」での評価は以下の通りとなっており、20.68点（満30点）となっている。この得点はスーパーファミコン全ソフトの中で149位（323本中、1993年時点）となっている。
| 項目 | キャラクタ | 音楽 | 操作性 | 熱中度 | お買得度 | オリジナリティ | 総合  |
| 得点 | 3.48       | 3.55 | 3.18   | 3.53   | 3.45     | 3.50           | 20.68 |

## 関連作品
- まわしてコロン（ニンテンドーDS）

2005年12月1日発売。キャメルトライをニンテンドーDS向けに改題・アレンジして製作されたもの。
基本ルールなどはほぼ同じで、タッチペン操作で迷路を回転させることができる。ボタンのみでも操作可能。
- ふるふるぱーく（Wii）

2007年4月19日発売。
Wiiリモコンを使用して遊ぶミニゲームの1つとして収録された。